# Choice Music Prize
Il Choice Music Prize è un premio musicale che si consegna annualmente in Irlanda al miglior album discografico.
È stato istituito nel 2005 dal giornalista Jim Carroll e dal manager Dave Reid. 
La cerimonia di consegna del premio si tiene solitamente a Dublino, presso Vicar Street nel periodo febbraio-marzo. Dal 2011 The Meteor è diventato sponsor principale della manifestazione.

## Albo d'oro
- 2005 - Julie Feeney - 13 songs
- 2006 - The Divine Comedy - Victory for the Comic Muse
- 2007 - Super Extra Bonus Party - Super Extra Bonus Party
- 2008 - Jape - Ritual
- 2009 - Adrian Crowley - Season of the Sparks
- 2010 - Two Door Cinema Club - Tourist History
- 2011 - Jape - Ocean of Frequency
- 2012 - Delorentos - Little Sparks
- 2013 - Villagers - Awayland